# Satz von Donsker

Donskersches Invarianzprinzip für die einfache Irrfahrt auf den ganzen Zahlen.

Der Satz von Donsker ist ein fundamentaler Satz aus der Stochastik, genauer aus der Theorie der stochastischen Prozesse. Er ist die funktionale Variante des zentralen Grenzwertsatzes und ist deshalb auch unter dem Namen Funktionaler Grenzwertsatz und Donskersches Invarianzprinzip bekannt.
Der Satz begründet die Existenz des Wiener-Maßes bzw. der Brownschen Bewegung. Er bietet zugleich eine Konstruktionsmöglichkeit mittels Zufallsvariablen im Skorochod-Raum {\displaystyle {\mathcal {D}}[0,1]}. Der Satz wurde 1952 vom amerikanischen Mathematiker Monroe D. Donsker bewiesen.

## Geschichte
Norbert Wiener verallgemeinerte 1923 die Normalverteilung auf den Funktionenraum der stetigen Funktionen, welcher heutzutage klassischer Wiener-Raum genannt wird. Dieser Raum ist unendlichdimensional und allgemein kann man nicht jedes Maß direkt auf unendlichdimensionalen Räumen als Borel-Maß, das heißt auf der borelsche σ-Algebra, fortsetzten.

## Aussage
Seien {\displaystyle C[0,1]} der Raum der reellen stetigen Funktionen auf dem Intervall {\displaystyle [0,1]} und {\displaystyle {\mathcal {B}}(C[0,1])} die borelsche σ-Algebra auf {\displaystyle C[0,1]}. Weiter seien {\displaystyle (\Omega ,{\mathcal {F}},P)} ein Wahrscheinlichkeitsraum und {\displaystyle (X_{n})_{n\in \mathbb {N} }} unabhängig und identisch verteilte reellwertige Zufallsvariablen darauf, sodass {\displaystyle \mathbb {E} [X_{n}]=0} und {\displaystyle \mathbb {E} [X_{n}^{2}]=\sigma ^{2}} für alle {\displaystyle n\in \mathbb {N} } gilt. Betrachte die Irrfahrt {\textstyle S_{n}=\sum _{k=1}^{n}X_{k}} mit {\displaystyle S_{0}=0} und konstruiere die Zufallsvariable {\displaystyle X_{t}^{(n)}(\omega )=({\sqrt {n}}\sigma )^{-1}\left(S_{[nt]}(\omega )+(nt-[nt])X_{[nt]+1}(\omega )\right)}für {\displaystyle t\in [0,1]}, wobei {\displaystyle [x]} die Abrundungsfunktion darstellt. Die Zufallsvariable {\displaystyle X_{\cdot }^{(n)}\colon \Omega \to C[0,1]} ist die stückweise lineare Interpolation der Irrfahrt mit diskreten Punkten {\textstyle X_{i/n}^{(n)}(\omega )=(\sigma {\sqrt {n}})^{-1}S_{i}(\omega )} für {\displaystyle i\in \{0,\dots ,n\}}.
Sei nun {\displaystyle {\mathcal {M}}} der Raum der Wahrscheinlichkeitsmaße auf {\displaystyle (C[0,1],{\mathcal {B}}(C[0,1]))} und bezeichne mit {\displaystyle \mu _{n}\in {\mathcal {M}}} das Bildmaß {\displaystyle \mu _{n}=P\circ (X_{\cdot }^{(n)})^{-1}}. Dann konvergiert {\displaystyle \mu _{n}} schwach gegen das Wiener-Maß, wenn {\displaystyle n\to \infty }. Mit anderen Worten konvergiert {\displaystyle X_{\cdot }^{(n)}} in Verteilung gegen einen Standard-Wiener-Prozess {\displaystyle W_{\cdot }}, wenn {\displaystyle n\to \infty }.

## Erläuterungen
- Da der Satz keine zugrundeliegende Verteilung an die {\displaystyle X_{n}} voraussetzt (nur dass diese unabhängig und identisch verteilte Zufallsvariablen sind), spricht man vom Donskerschen Invarianzprinzip.